# Ministr obrany Itálie
Ministr obrany (italsky Ministro della Difesa) je vysoce postavený člen italské vlády, který vede ministerstvo obrany. Ministr je zodpovědný za vojenskou a civilní obranu a vedení italských ozbrojených sil.
Prvním ministrem války byl Manfredo Fanti, generál královské italské armády. Prvním ministrem obrany byl Luigi Gasparotto, člen Dělnické demokratické strany. Funkci v současné době zastává Guido Crosetto ze strany Bratři Itálie, který působí jako ministr obrany od 22. října 2022.

## Seznam ministrů obrany
Strany

- 1947–1994:
  -      Dělnická demokratická strana
  -      Křesťanská demokracie
  -      Italská republikánská strana
  -      Italská demokratická socialistická strana
  -      Italská socialistická strana
  -      Italská liberální strana
  -      Nezávislí
- 1994–dosud:
  -      Forza Italia / Lid svobody
  -      Italská lidová strana
  -      Demokratická unie pro republiku
  -      La Margherita / Demokratická strana
  -      Občanská volba / Lidoví pro Itálii
  -      Hnutí pěti hvězd
  -      Bratři Itálie
  -      Nezávislí

Vlády:
- 1947–1994:
  -      Centristická koalice
  -      Organická středolevicová koalice
  -      Pentapartito / Quadripartito
  -      Smíšená koalice
- 1994–dosud:
  -      Středopravicová koalice
  -      Středolevicová koalice
  -      Smíšená koalice

| Portrét                     | Jméno (narození–úmrtí)                 | Funkční období     | Funkční období     | Funkční období       | Strana | Strana                                    | Vláda                                        | Reference                                        |
| Portrét                     | Jméno (narození–úmrtí)                 | V úřadu od         | V úřadu do         | Čas strávený v úřadu | Strana | Strana                                    | Vláda                                        | Reference                                        |
| --------------------------- | -------------------------------------- | ------------------ | ------------------ | -------------------- | ------ | ----------------------------------------- | -------------------------------------------- | ------------------------------------------------ |
|                             | Luigi Gasparotto (1873–1954)           | 4. února 1947      | 31. května 1947    | 0 let a 116 dní      |        | Dělnická demokratická strana              | De Gasperi III.                              | [ 2 ]                                            |
|                             | Mario Cingolani (1883–1971)            | 31. května 1947    | 15. prosince 1947  | 0 let a 198 dní      |        | Křesťanská demokracie                     | De Gasperi IV.                               | [ 3 ]                                            |
|                             | Cipriano Facchinetti (1889–1952)       | 15. prosince 1947  | 23. května 1948    | 0 let a 160 dní      |        | Italská republikánská strana              | De Gasperi IV.                               | [ 3 ]                                            |
|                             | Randolfo Pacciardi (1899–1991)         | 23. května 1948    | 16. července 1953  | 5 let a 54 dní       |        | Italská republikánská strana              | De Gaspari V.·VI.·VII.                       | [ 4 ] [ 5 ] [ 6 ]                                |
|                             | Giuseppe Codacci Pisanelli (1913–1999) | 16. července 1953  | 17. srpna 1953     | 0 let a 32 dní       |        | Křesťanská demokracie                     | De Gasperi VIII.                             | [ 7 ]                                            |
|                             | Paolo Emilio Taviani (1912–2001)       | 17. srpna 1953     | 1. července 1958   | 4 roky a 318 dní     |        | Křesťanská demokracie                     | Pella Fanfani I. Scelba Segni I. Zoli        | [ 8 ] [ 9 ] [ 10 ] [ 11 ] [ 12 ]                 |
|                             | Antonio Segni (1891–1972)              | 1. července 1958   | 15. února 1959     | 0 let a 229 dní      |        | Křesťanská demokracie                     | Fanfani II.                                  | [ 13 ]                                           |
|                             | Giulio Andreotti (1919–2013)           | 15. února 1959     | 23. února 1966     | 7 let a 8 dní        |        | Křesťanská demokracie                     | Segni II. Tambroni Fanfani III.·IV. Leone I. | [ 14 ] [ 15 ] [ 16 ] [ 17 ] [ 18 ] [ 19 ] [ 20 ] |
| Moro I.·II.                 | Giulio Andreotti (1919–2013)           | 15. února 1959     | 23. února 1966     | 7 let a 8 dní        |        | Křesťanská demokracie                     |                                              | [ 14 ] [ 15 ] [ 16 ] [ 17 ] [ 18 ] [ 19 ] [ 20 ] |
|                             | Roberto Tremelloni (1900–1987)         | 23. února 1966     | 24. června 1968    | 2 roky a 122 dní     |        | Italská demokratická socialistická strana | Moro III.                                    | [ 21 ]                                           |
|                             | Luigi Gui (1914–2010)                  | 24. června 1968    | 27. března 1970    | 1 rok a 276 dní      |        | Křesťanská demokracie                     | Leone II.                                    | [ 22 ] [ 23 ] [ 24 ]                             |
| Rumor I.                    | Luigi Gui (1914–2010)                  | 24. června 1968    | 27. března 1970    | 1 rok a 276 dní      |        | Křesťanská demokracie                     |                                              | [ 22 ] [ 23 ] [ 24 ]                             |
| Rumor II.                   | Luigi Gui (1914–2010)                  | 24. června 1968    | 27. března 1970    | 1 rok a 276 dní      |        | Křesťanská demokracie                     |                                              | [ 22 ] [ 23 ] [ 24 ]                             |
|                             | Mario Tanassi (1918–2007)              | 27. března 1970    | 17. února 1972     | 1 rok a 327 dní      |        | Italská demokratická socialistická strana | Rumor III. Colombo                           | [ 25 ] [ 26 ]                                    |
|                             | Franco Restivo (1911–1976)             | 17. února 1972     | 26. června 1972    | 0 let a 130 dní      |        | Křesťanská demokracie                     | Andreotti I.                                 | [ 27 ]                                           |
|                             | Mario Tanassi (1918–2007)              | 26. června 1972    | 14. března 1974    | 1 rok a 261 dní      |        | Italská demokratická socialistická strana | Andreotti II.                                | [ 28 ] [ 29 ]                                    |
| Rumor IV.                   | Mario Tanassi (1918–2007)              | 26. června 1972    | 14. března 1974    | 1 rok a 261 dní      |        | Italská demokratická socialistická strana |                                              | [ 28 ] [ 29 ]                                    |
|                             | Giulio Andreotti (1919–2013)           | 14. března 1974    | 23. listopadu 1974 | 0 let a 254 dní      |        | Křesťanská demokracie                     | Rumor V.                                     | [ 30 ]                                           |
|                             | Arnaldo Forlani (* 1925)               | 23. listopadu 1974 | 29. července 1976  | 1 rok a 249 dní      |        | Křesťanská demokracie                     | Moro IV.·V.                                  | [ 31 ] [ 32 ]                                    |
|                             | Vittorio Lattanzio (1926–2010)         | 29. července 1976  | 18. září 1977      | 1 rok a 51 dní       |        | Křesťanská demokracie                     | Andreotti III.                               | [ 33 ]                                           |
|                             | Attilio Ruffini (1925–2011)            | 18. září 1977      | 14. ledna 1980     | 2 roky a 118 dní     |        | Křesťanská demokracie                     | Andreotti III.·IV.·V. Cossiga I.             | [ 33 ] [ 34 ] [ 35 ] [ 36 ]                      |
|                             | Adolfo Sarti (1928–1992)               | 14. ledna 1980     | 4. dubna 1980      | 0 let a 81 dní       |        | Křesťanská demokracie                     | Cossiga II.                                  | [ 37 ]                                           |
|                             | Lelio Lagorio (1925–2017)              | 4. dubna 1980      | 4. srpna 1983      | 3 roky a 122 dní     |        | Italská socialistická strana              | Cossiga II. Forlani                          | [ 37 ] [ 38 ] [ 39 ] [ 40 ] [ 41 ]               |
| Spadolini I.·II. Fanfani V. | Lelio Lagorio (1925–2017)              | 4. dubna 1980      | 4. srpna 1983      | 3 roky a 122 dní     |        | Italská socialistická strana              |                                              | [ 37 ] [ 38 ] [ 39 ] [ 40 ] [ 41 ]               |
|                             | Giovanni Spadolini (1925–1994)         | 4. srpna 1983      | 18. dubna 1987     | 3 roky a 257 dní     |        | Italská republikánská strana              | Craxi I.·II.                                 | [ 42 ] [ 43 ]                                    |
|                             | Remo Gaspari (1921–2011)               | 18. dubna 1987     | 29. července 1987  | 0 let a 101 dní      |        | Křesťanská demokracie                     | Fanfani IV.                                  | [ 17 ]                                           |
|                             | Valerio Zanone (1936–2016)             | 29. července 1987  | 22. července 1989  | 1 rok a 358 dní      |        | Italská liberální strana                  | Goria De Mita                                | [ 44 ] [ 45 ]                                    |
|                             | Mino Martinazzoli (1931–2011)          | 22. července 1989  | 27. července 1990  | 1 rok a 5 dní        |        | Křesťanská demokracie                     | Andreotti VI.                                | [ 46 ]                                           |
|                             | Virginio Rognoni (1924–2022)           | 27. července 1990  | 28. června 1992    | 1 rok a 337 dní      |        | Křesťanská demokracie                     | Andreotti VI.·VII.                           | [ 46 ] [ 47 ]                                    |
|                             | Salvo Andò (* 1945)                    | 28. června 1992    | 28. dubna 1993     | 0 let a 304 dní      |        | Italská socialistická strana              | Amato I.                                     | [ 48 ]                                           |
|                             | Fabio Fabbri (* 1933)                  | 28. dubna 1993     | 10. května 1994    | 1 rok a 12 dní       |        | Italská socialistická strana              | Ciampi                                       | [ 49 ]                                           |
|                             | Cesare Previti (* 1934)                | 10. května 1994    | 17. ledna 1995     | 0 let a 252 dní      |        | Forza Italia                              | Berlusconi I.                                | [ 50 ]                                           |
|                             | Domenico Corcione (1929–2020)          | 17. ledna 1995     | 17. května 1996    | 1 rok a 121 dní      |        | Nezávislý                                 | Dini                                         | [ 51 ]                                           |
|                             | Beniamino Andreatta (1928–2007)        | 17. května 1996    | 21. října 1998     | 2 roky a 157 dní     |        | Italská lidová strana                     | Prodi I.                                     | [ 52 ]                                           |
|                             | Carlo Scognamiglio (* 1944)            | 21. října 1998     | 22. prosince 1999  | 1 rok a 62 dní       |        | Demokratická unie pro republiku           | D'Alema I.                                   | [ 53 ]                                           |
|                             | Sergio Mattarella (* 1941)             | 22. prosince 1999  | 11. června 2001    | 1 rok a 171 dní      |        | Italská lidová strana                     | D'Alema II. Amato II.                        | [ 54 ] [ 55 ]                                    |
|                             | Antonio Martino (1942–2022)            | 11. června 2001    | 17. května 2006    | 4 roky a 340 dní     |        | Forza Italia                              | Berlusconi II.·III.                          | [ 56 ] [ 57 ]                                    |
|                             | Arturo Parisi (* 1940)                 | 17. května 2006    | 8. května 2008     | 1 rok a 357 dní      |        | La Margherita / Demokratická strana       | Prodi II.                                    | [ 58 ]                                           |
|                             | Ignazio La Russa (* 1947)              | 8. května 2008     | 16. listopadu 2011 | 3 roky a 192 dní     |        | Lid svobody                               | Berlusconi IV.                               | [ 59 ]                                           |
|                             | Giampaolo Di Paola (* 1944)            | 16. listopadu 2011 | 28. dubna 2013     | 1 rok a 163 dní      |        | Nezávislý                                 | Monti                                        | [ 60 ]                                           |
|                             | Mario Mauro (* 1961)                   | 28. dubna 2013     | 22. února 2014     | 0 let a 300 dní      |        | Občanská volba / Lidoví pro Itálii        | Letta                                        | [ 61 ]                                           |
|                             | Roberta Pinottiová (* 1961)            | 22. února 2014     | 1. června 2018     | 4 roky a 99 dní      |        | Demokratická strana                       | Renzi Gentiloni                              | [ 62 ] [ 63 ]                                    |
|                             | Elisabetta Trentaová (* 1967)          | 1. června 2018     | 5. září 2019       | 1 rok a 96 dní       |        | Hnutí pěti hvězd                          | Conte I.                                     | [ 64 ]                                           |
|                             | Lorenzo Guerini (* 1966)               | 5. září 2019       | 22. října 2022     | 3 roky a 47 dní      |        | Demokratická strana                       | Conte II. Draghi                             | [ 65 ] [ 66 ]                                    |
|                             | Guido Crosetto (* 1963)                | 22. října 2022     |                    | 2 roky a 130 dní     |        | Bratři Itálie                             | Meloniová                                    | [ 67 ]                                           |